# Krumovo, Iambol
Krumovo (în bulgară Крумово) este un sat în comuna Tundja, regiunea Iambol,  Bulgaria. 

## Demografie
Componența etnică a satului Krumovo
     Bulgari (89,94%)
     Romi (8,49%)
     Nicio identificare (0,86%)
     Altele (0,69%)
La recensământul din 2011, populația satului Krumovo era de 577 locuitori. Din punct de vedere etnic, majoritatea locuitorilor (89,94%) erau bulgari, cu o minoritate de romi (8,49%). Pentru 0,86% din locuitori nu este cunoscută apartenența etnică.